# Cariboo-Chilcotin (circonscription britanno-colombienne)
Pour les articles homonymes, voir Cariboo (homonymie) et Chilcotin.
Circonscription électorale provinciale du Canada
Cariboo-Chilcotin est une circonscription provinciale de la Colombie-Britannique représentée à l'Assemblée législative de la Colombie-Britannique depuis 2009.

## Géographie
En 2020, la circonscription représente le sud du district régional de Cariboo dans le centre de la Colombie-Britannique et inclut les communautés de Williams Lake, 100 Mile House, 150 Mile House, Anahim Lake, Nimpo Lake (en), Kleena Kleene (en), Chilanko Forks (en), Alexis Creek, Dog Creek, Forest Grove et Bridge Lake (en).

## Liste des députés
| Législature                                              | Années                                                   | Député                                                   | Député                                                   | Parti                                                    |
| Cariboo-Chilcotin Circonscription issue de Cariboo South | Cariboo-Chilcotin Circonscription issue de Cariboo South | Cariboo-Chilcotin Circonscription issue de Cariboo South | Cariboo-Chilcotin Circonscription issue de Cariboo South | Cariboo-Chilcotin Circonscription issue de Cariboo South |
| -------------------------------------------------------- | -------------------------------------------------------- | -------------------------------------------------------- | -------------------------------------------------------- | -------------------------------------------------------- |
| 39e                                                      | 2009–2013                                                |                                                          | Donna Barnett                                            | Libéral                                                  |
| 40e                                                      | 2013–2017                                                |                                                          | Donna Barnett                                            | Libéral                                                  |
| 41e                                                      | 2017–2020                                                |                                                          | Donna Barnett                                            | Libéral                                                  |
| 42e                                                      | 2020–2023                                                |                                                          | Lorne Doerkson                                           | Libéral                                                  |
| 42e                                                      | 2023-2024                                                |                                                          | Lorne Doerkson                                           | United                                                   |
| 42e                                                      | 2024-2024                                                |                                                          | Lorne Doerkson                                           | Conservateur                                             |
| 43e                                                      | 2024–en cours                                            |                                                          | Lorne Doerkson                                           | Conservateur                                             |